# Доротея Блик
Доротея Франсис Блик (на английски: Dorothea Frances Bleek) е южноафриканска антроположка и езиковедка.
Родена е на 26 март 1873 година в Кейптаун в семейството на германския езиковед Вилхелм Блик. Продължава изследванията на баща си върху културата на бушмените и изиграва важна роля за нейното популяризиране по света. Автор е на първия бушменски речник, издаден след смъртта ѝ.
Доротея Блик умира на 27 юни 1948 година в Кейптаун.